# 17e cérémonie des Toronto Film Critics Association Awards
La 17e cérémonie des Toronto Film Critics Association Awards (TFCA Awards), décernés par la Toronto Film Critics Association, a eu lieu le 16 décembre 2012, et a récompensé les films réalisés dans l'année,.

## Palmarès

### Meilleur film
- Inside Llewyn Davis
  - Her
  - Twelve Years a Slave

### Meilleur réalisateur
- Alfonso Cuarón pour Gravity
  - Joel et Ethan Coen pour Inside Llewyn Davis
  - Steve McQueen pour Twelve Years a Slave

### Meilleur acteur
- Oscar Isaac pour le rôle de Llewyn Davis dans Inside Llewyn Davis
  - Chiwetel Ejiofor pour le rôle de Solomon Northup dans Twelve Years a Slave
  - Matthew McConaughey pour le rôle de Ron Woodroof dans Dallas Buyers Club

### Meilleure actrice
- Cate Blanchett pour le rôle de Jasmine dans Blue Jasmine
  - Julie Delpy pour le rôle de Céline dans Before Midnight
  - Greta Gerwig pour le rôle de Frances dans Frances Ha

### Meilleur acteur dans un second rôle
- Jared Leto pour le rôle de Rayon dans Dallas Buyers Club
  - Michael Fassbender pour le rôle d'Edwin Epps dans Twelve Years a Slave
  - James Franco pour le rôle d'Alien dans Spring Breakers

### Meilleure actrice dans un second rôle
- Jennifer Lawrence pour le rôle de  Rosalyn Rosenfeld dans American Bluff
  - Lupita Nyong'o pour le rôle de Patsey dans Twelve Years a Slave
  - June Squibb pour le rôle de Kate Grant dans Nebraska

### Meilleur premier film
- Neighboring Sounds (O Som ao Redor) – Kleber Mendonça Filho
  - Fruitvale Station – Ryan Coogler
  - In a World... – Lake Bell

### Meilleur scénario
- Her – Spike Jonze
  - Before Midnight – Richard Linklater, Ethan Hawke et Julie Delpy
  - Inside Llewyn Davis – Joel et Ethan Coen

### Meilleur film étranger
- A Touch of Sin (天注定, Tian zhu ding) •  Chine
  - La Vie d'Adèle •  France /  Belgique /  Espagne
  - La Chasse (Jagten) •  Danemark

### Meilleur film d'animation
- Le vent se lève (風立ちぬ, Kaze tachinu)
  - Les Croods (The Croods)
  - La Reine des neiges (Frozen)

### Meilleur film documentaire
- The Act of Killing (Jagal)
  - Leviathan
  - Tim's Vermeer